# 201. peruť (Izrael)
201. peruť (hebrejsky טייסת 201‎) Izraelského vojenského letectva, také známá jako Jednička, je stíhací peruť vybavená letouny F-16I Sufa dislokovaná na základně Ramon.